# Утакмице фудбалске репрезентације Мађарске 1995.
| Домаћин | Гост |

Фудбалска репрезентација Мађарске је током 1995. године одиграла осам званичних утакмица. Од тога остварила је 3 победе, 1 реми и доживела 4 пораза. У квалификацијама за Европско првенство у фудбалу 1996. репрезентација Мађарске је у својој групи завршила на 4. месту, па се није пласирала на Европско првенство.
Савезни селектор националног тима у овом периоду је био:
- Калман Месељ

## Утакмице
| Мађарска                   | 3 : 1 (0 : 0) | Летонија                |
| -------------------------- | ------------- | ----------------------- |
| Хамар 46’ 53’ · Чертеи 65’ | Извештај      | 69’ (пен) М. Землинскис |

| Мађарска              | 2 : 2 (0 : 0) | Швајцарска         |
| --------------------- | ------------- | ------------------ |
| Киприх 50’ · Илеш 72’ | Извештај      | 73’ 85’ Н. Субијат |

| Мађарска  | 1 : 0 (1 : 0) | Шведска |
| --------- | ------------- | ------- |
| Халмаи 2’ | Извештај      |         |

| Исланд                         | 2 : 1 (0 : 1) | Мађарска  |
| ------------------------------ | ------------- | --------- |
| Г. Бергсон 62’ · С. Јонсон 68’ | Извештај      | 20’ Винце |

| Мађарска | 0 : 2 (0 : 1) | Израел                         |
| -------- | ------------- | ------------------------------ |
|          | Извештај      | 51’ Х. Ревиво · 51’ О. Мизрахи |

| Турска       | 2 : 0 (2 : 0) | Мађарска |
| ------------ | ------------- | -------- |
| Шукур 9’ 31’ | Извештај      |          |

| Швајцарска                                       | 3 : 0 (1 : 0) | Мађарска |
| ------------------------------------------------ | ------------- | -------- |
| К. Туркјилмаз 23’ · Ч. Сфорца 56’ · К. Охрел 89’ | Извештај      |          |

| Мађарска | 1 : 0 (0 : 0) | Исланд |
| -------- | ------------- | ------ |
| Илеш 55’ | Извештај      |        |

## Голгетери у 1995.
| - Бела Илеш - Јожеф Киприх - Габор Халмаи |

## Извори и спољашње везе
- Dénes Tamás-Rochy Zoltán. A 700. után. Rochy és Társa. ISBN 963-04-7169-8.
- Све утакмице репрезентације Мађарске
- Репрезентација Мађарске на фудбалској бази података
- Утакмице репрезентације Мађарске (1995)